# Provençaalse kruiden

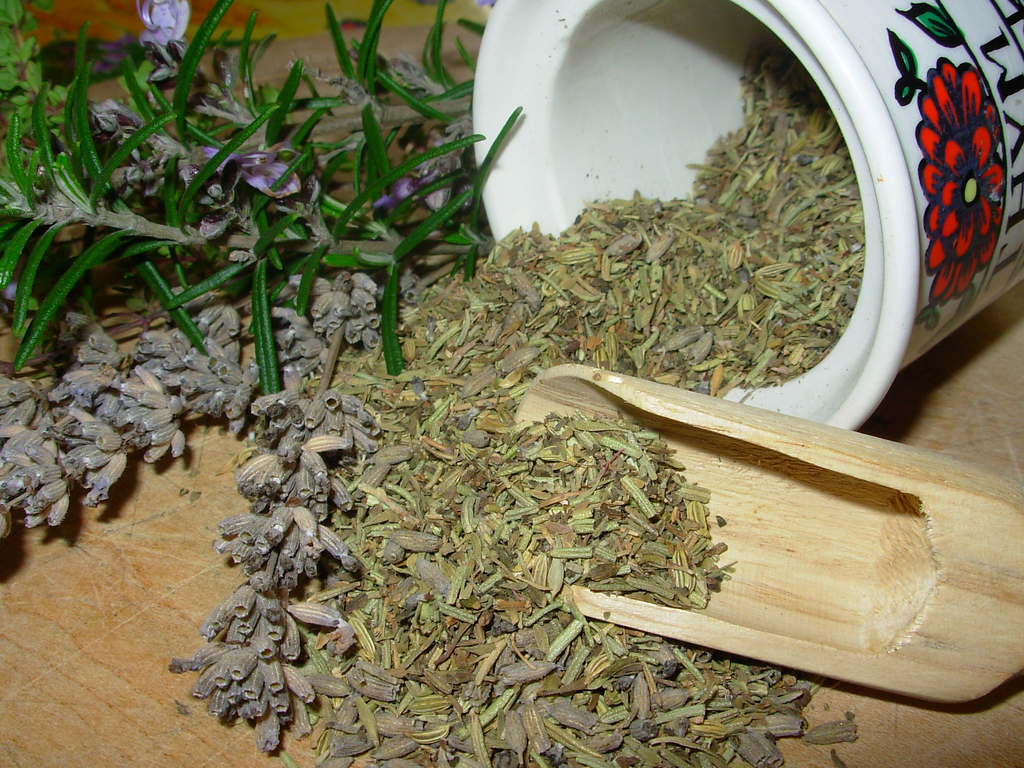
Voorbeelden van Provençaalse kruiden.

Provençaalse kruiden (soms ook foutief geschreven als provencaalse kruiden) of Herbes de Provence is de benaming voor kruidenmengsels van Provençaalse, mediterrane keukenkruiden, die kunnen worden gebruikt om de geur en smaak van, met name Franse, gerechten te verbeteren. De naam is niet beschermd, waardoor tegenwoordig veel ingrediënten uit Balkanlanden komen.
De samenstelling van Provençaalse kruiden staat niet vast. De basis bestaat uit tijm, marjolein, rozemarijn en bonenkruid. Veel van de verkochte mixen bevatten ook lavendelbloemen, oregano, basilicum, peterselie en/of salie. Andere mogelijke ingrediënten: venkelzaad, dragon, kervel, laurier, lavas.
Ook de verhoudingen liggen niet vast, maar een mogelijke samenstelling is:
- 4 delen marjolein;
- 4 delen tijm;
- 4 delen bonenkruid;
- 2 delen rozemarijn
- 2 delen basilicum;
- 1 deel salie;
- 1 deel lavendel(bloemen).

## Gebruik
Provençaalse kruiden worden van oudsher gebruikt in vleesstoofschotels en wildgerechten, in het bijzonder de gerechten die in rode-wijnsaus worden gestoofd. Verder in marinades, sauzen, tomatengerechten en bij wortelgroenten. Het mengsel is ook geschikt om een mediterraan tintje aan andere gerechten te geven, bijvoorbeeld gebakken aardappels of salades, door er wat Provençaalse kruiden overheen te strooien.